# Нора Наджарян
Нора Наджарян (1966 , Лімасол, Лімасол ) — вірмено-кіпрська поетеса та письменниця. Авторка оповідань англійською, вірменською та грецькою мовами зосереджувє увагу читачів на численних проблемах, що виникли внаслідок поділу Кіпру в 1974 році.
Учасниця міжнародних конкурсів, поетичних фестивалів, літературних конференцій та інших проєктів. Її вірші та оповідання також входять до численних антологій, опублікованих по всьому світу.
Письменниця розповіла, що на її творчість вплинула діяльність письменниць Сильвії Плат та Єгуди Аміхай. Серед її кумирів — Поль Целан, Пабло Неруда та Шерон Олдс.

## Життєпис
Нора Наджарян народилася в 1966 році в Лімасолі, місті на південному узбережжі Кіпру. Її батьки, що також вже народилися на Кіпрі, працювали на підприємстві з виробництва тканин. Її дідусь і бабуся, вірменські біженці, переїхали на Кіпр на початку 20 століття. Спочатку Нора відвідувала вірменську початкову школу, потім перейшла до Foley's Grammar School, приватної британської школи, де отримала диплом середньої школи.
Після закінчення закладу загальної середньої освіти Фолі Наджарян вступила до Манчестерського університету та здобула освітній ступінь на факультеті сучасних мов та лінгвістики . Після закінчення навчання в Манчестері Наджарян повернулася на Кіпр і почала викладати в Лімасолі, а потім у Нікосії, де вона зараз проживає.
Вона відвідала батьківщину своїх предків Вірменію в 1983 році, що надихнуло її на написання віршів, заснованих на етнічній ідентичності, культурному самопізнанні, вірменському корінні та трагічній долі нації . Спочатку вона вирішила взяти участь у конкурсі через заохочення друга, а після визнання за вірш «Оцет» (1999—2000) продовжила брати участь у численних міжнародних конкурсах.

## Критичний огляд
Нора Наджарян отримала міжнародну підтримку після того, як побачила світ її книга, присвячена проблемі розділу Кіпру в 1974 році. Вона описала свій літературний твір, як «політичний, але не полемічний». Авторка, займаючи нейтральну позицію, зосередила увагу на постійній боротьбі кіпріотів, як у фізичному, так і в душевному сенсі, внаслідок поділу острова в Нікосії між грецько-кіпріотською та турецько-кіпріотською сторонами. Нора засуджує сам конфлікт, а не людей. Її літературні праці читають за межами Середземномор'я, і їх ототожнюють з пошуками того, що визначає національність людини.
Найвідоміші рецензії літературні праці Нори Наджарян:
- The Guardian

https://www.theguardian.com/books/2004/may/01/featuresreviews.guardianreview34
- Cadences[8]

Вільям Макфарлейн, рецензія на Nora Nadjarian, Girl, Wolf, Bones (2011), у Cadences 8 (2012), 110—111.

## Літературні праці

### Книги поезії
- Голос на вершині сходів (2001)[3]
- Ущелина біля Твена (2003)[6][9]
- 25 способів поцілувати чоловіка (2004)[6]

### Мікророман
- «Республіка кохання» (2010)

### Оповідання
- «Вулиця Ледра» (2006) — переклад на болгарську Женя Дімова (2011)[10]
- «Дівчина, вовк, кістки» (2011)[11]
- «Селфі та інші історії» (2017)

### Міні-книжка
- Дівчина і дощ (2012)[12]

### Інші літературні твори (оповідання та вірші)
- “When You Return to Ashtarak" (2005)
- "The Young Soldier" (2006)[13]
- «Impossible» (2006)[13]
- «Diaspora» (2008) — Translated to Armenian by Maggie Eskidjian[14]
- «Flying with Chagall» (2009) — Inspired by Marc Chagall's Above the Town (1915)[15]
- «Blue Pear» (2009)
- «Miracle» (2010)
- «The Cheque Republic» (2010)
- «Lizard» (2010) — Included in Valentine's Day Massacre (2011), edited by Susan Tepper[16][17]
- «Sparrow» (2010) — Shortlisted in the Seán Ó Faoláin Short Story Competition Prize[18][19]
- «A Christmas Surprise» (2010)
- «Monday» (2011)
- «The Name» (2012)
- «The Author and the Girl» (2013)
- «Wanderlust» (2013) — Included in The Limerick Writers’ Centre themed Love anthology (2013), published in Ireland[12]
- «Waterfall» — Inspired by Arshile Gorky's The Waterfall (1943)[20]
- «Exhibition» — Included in Best European Fiction (2011), edited by Aleksander Hemon[21]

Багато віршів Нора Наджарян публікує в Інтернеті у своєму блог, а деякі можна послухати на Lyrikline .

## Нагороди
Нора Наджарян увійшла до складу переможців Шотландського міжнародного відкритого поетичного конкурсу в 2000 році зі своїм віршем «Оцет», а в 2003 році з віршем «Зачаття». Крім того, вона отримала нагороди на поетичному конкурсі Manifold Art and Artists у 2003 році, на міжнародному поетичному конкурсі Féile Filiochta у 2005 році в Ірландії та на конкурсі Poetry on the Lake також у 2005 році.
Новела Наджарян «Вулиця Ледра» посіла друге місце на Конкурсі оповідань Співдружності (2001). Вірші «The Butcher» та «The Tenderness of Miniature Shampoo Bottles» увійшли до короткого списку поетичного конкурсу Plow Arts Center (2003) і були представлені в Центрі в Девоні в Англії у січні 2004 року.
Твір «І семеро гномів» було відзначено на Шостому щорічному міжнародному конкурсі ультракороткометражних фільмів (2008—2009), тоді як «Скажи мені слова» було відзначено на Дев'ятому щорічному міжнародному конкурсі ультракоротких фільмів (2011—2012); події, яка проводиться за сприяння The Binnacle в Університеті штату Мен у Макіесі в США. Також твір «The Name» переміг у конкурсі UnFold 2012 Poetry Garden Show.

## Інтерв'ю письменниці
- http://www.theshortreview.com/authors/NoraNadjarian.htm Archived
- http://fictiondaily.org/author-interviews/nora-nadjarian/ Archived

- http://dailyspress.blogspot.com/2009/10/author-talk-michael-k-white-nora.html